# Helmut Zahn (Fußballspieler)
Helmut Zahn (* 3. September 1955) ist ein ehemaliger deutscher Fußballspieler. 
Seine Profilaufbahn erstreckte sich von Mitte der 1970er bis Mitte der 1980er. Er war langjährig in der 2. Bundesliga aktiv; mit Darmstadt und dem Karlsruher SC spielte er auch in der Bundesliga. Zudem wurde er mit dem KSC 1984 Zweitliga-Meister. In seiner letzten Bundesligasaison beim 1. FC Saarbrücken wurde er lediglich in der ersten Runde des DFB-Pokals eingesetzt.

## Erfolge
- Meister der 2. Bundesliga (1): 1984